# 20 de enero

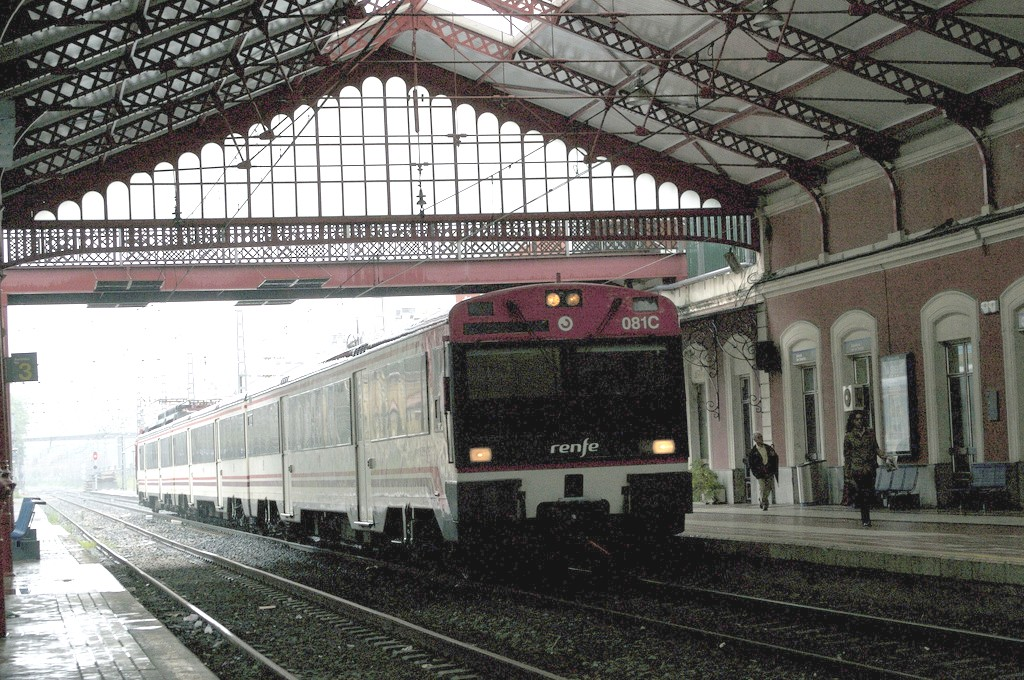
20 De Enero의 뮤직비디오에 애니메이션으로 등장한 실제 산세바스티안 역

20 De Enero(1월 20일)는 스페인의 팝 그룹인 라 오레하데 반 고흐의 스페인어 싱글이다. 파블로 베네기스가 작사하고 하비 산 마르틴이 작곡하였다. 재미있는 특징이라면 뮤직비디오의 무려 80%에 달하는 부분이 애니메이션으로 구성되었다는 점이다. 실제 스페인의 산 세바스티안 역을 그린 애니메이션이 등장하기도 했다.

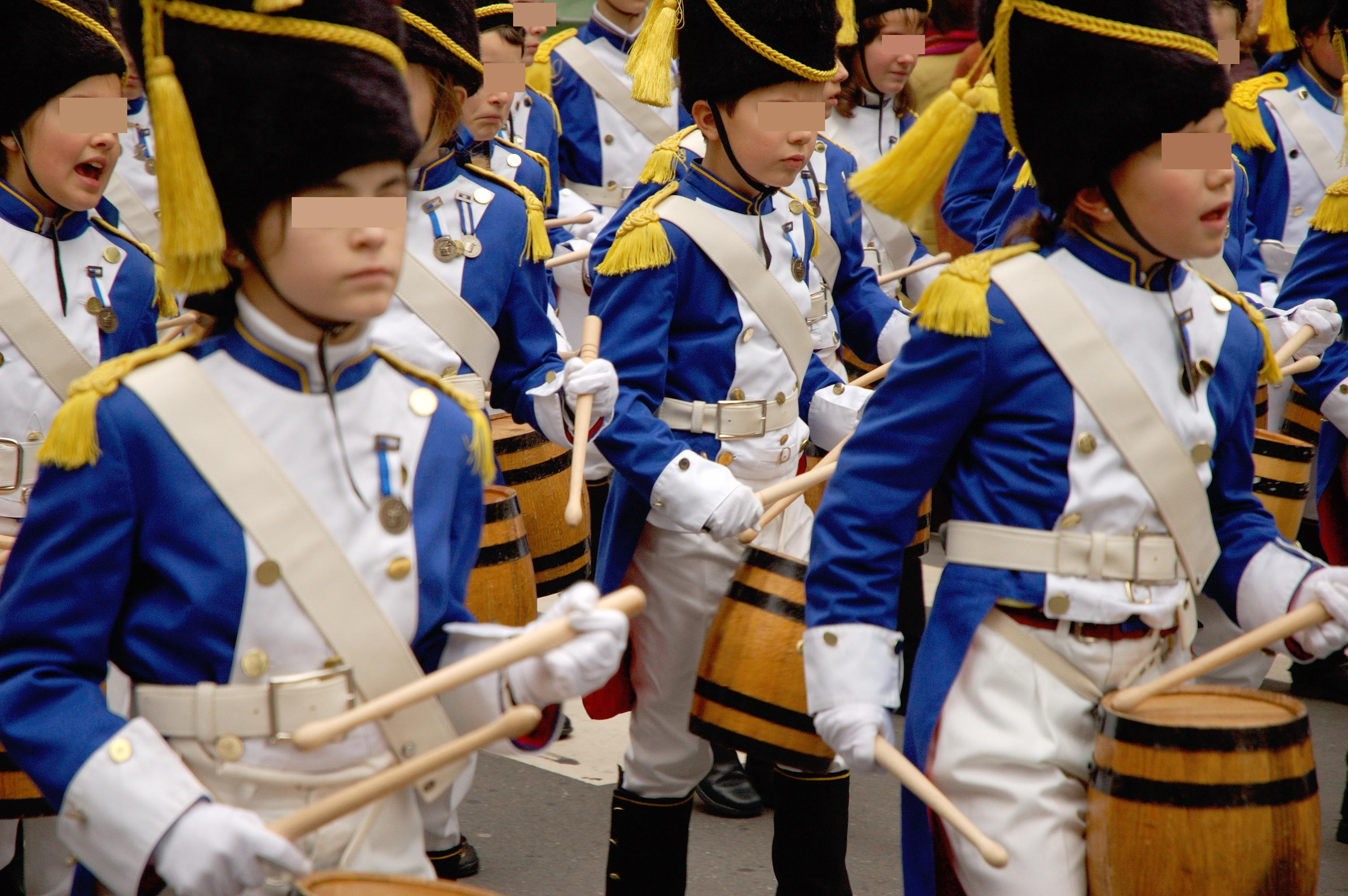
Te busqué muy lejos de aquí, te encontré pensando en mí...

이 싱글은 Rosas가 크게 히트를 한 뒤 바로 낸 싱글인데 이 역시 크게 성공하여 결과적으로 라 오레하데 반 고흐를 세계 정상급 아티스트로 만들었다.

## 리메이크
라 오레하데 반 고흐에서 보컬이 레이레 마르티네스로 바뀐 이후 2009년에 베스트 앨범을 발표했는데 20 de enero는 그 앨범 6번째 곡으로 수록되었다. 초반 부분은 무반주로 레이레 마르티네스와 하비 산 마르틴의 듀엣으로 시작되며 후반에만 반주가 곁들여진다.